# Жанакогамський сільський округ
Жанакога́мський сільський округ (каз. Жаңақоғам ауылдық округі, рос. Жанакогамский сельский округ) — адміністративна одиниця у складі Шуського району Жамбильської області Казахстану. Адміністративний центр — село Коктобе.
Населення — 2669 осіб (2021; 2567 у 2009, 2312 у 1999, 2812 у 1989).
Станом на 1989 рік існувала Жанакогамська сільська рада (села Коктобе, Леніно).

## Склад
До складу округу входять такі населені пункти:
| Населений пункт | Старі назви | Населення, осіб (1989) | Населення, осіб (1999) | Населення, осіб (2009) | Населення, осіб (2021) |
| --------------- | ----------- | ---------------------- | ---------------------- | ---------------------- | ---------------------- |
| Коктобе, село   | -           | 2101                   | 2312                   | 2567                   | 2669                   |
| --Леніно, село  | -           | 711                    | 0                      | -                      | -                      |